# Guglielmo Ludovico di Anhalt-Harzgerode
Guglielmo Ludovico di Anhalt-Harzgerode (Harzgerode, 18 agosto 1643 – Harzgerode, 14 ottobre 1709) fu un principe tedesco della Casa di Ascania e ultimo governante del Principato di Anhalt-Harzgerode.

## Biografia
Era il figlio maggiore, e unico maschio, del principe Federico di Anhalt-Harzgerode e della sua prima moglie, Giovanna Elisabetta, figlia di Giovanni Ludovico, principe di Nassau-Hadamar.
Guglielmo Ludovico succedette al padre ad Harzgerode quando morì nel 1670. Dal 1660 al 1668 egli si trovava inoltre in seconda posizione come erede del principato di Anhalt-Bernburg, fino alla nascita del primo figlio maschio del cugino Vittorio Amedeo.
Guglielmo Ludovico si sposò a Laubach il 25 luglio 1671 con Elisabetta Giuliana (Kassel, 6 marzo 1631 - Harzgerode, 2 gennaio 1693), figlia di Alberto Ottone II, conte di Solms-Laubach. La moglie aveva quattordici anni più di lui e probabilmente per questo motivo l'unione non produsse eredi.
A Frederiksborg, vicino a Copenaghen, Guglielmo Ludovico si sposò per la seconda volta il 20 ottobre 1695. La sposa era la principessa Sofia Augusta di Nassau-Dillenburg (Dillenburg, 28 aprile 1666 - Usingen, 14 gennaio 1733), figlia del principe Enrico. Anche questa unione non portò alla nascita di eredi, nonostante Sofia Augusta fosse più giovane del marito di ventitré anni.
Non avendo avuto discendenza, alla morte di Guglielmo Ludovico, l'Anhalt-Harzgerode venne nuovamente riunito con la linea principale dell'Anhalt-Bernburg, all'epoca guidata dal cugino Vittorio Amedeo.

## Ascendenza
|                                                   |                                         |                                            | Genitori                                 |  |  | Nonni |  |  | Bisnonni                               |  |  | Trisnonni                             |  |
|                                                   |                                         |                                            |                                          |  |  |       |  |  | Gioacchino Ernesto, principe di Anhalt |  |  | Giovanni V, principe di Anhalt-Zerbst |  |
|                                                   |                                         |                                            |                                          |  |  |       |  |  | Gioacchino Ernesto, principe di Anhalt |  |  | Giovanni V, principe di Anhalt-Zerbst |  |
|                                                   |                                         | Margherita di Brandeburgo                  |                                          |  |  |       |  |  | Gioacchino Ernesto, principe di Anhalt |  |  |                                       |  |
| Cristiano I, principe di Anhalt-Bernburg          |                                         |                                            |                                          |  |  |       |  |  | Gioacchino Ernesto, principe di Anhalt |  |  |                                       |  |
|                                                   |                                         | Agnese di Barby-Mühlingen                  | Volfango I, conte di Barby-Mühlingen     |  |  |       |  |  |                                        |  |  |                                       |  |
|                                                   |                                         | Agnese di Barby-Mühlingen                  | Volfango I, conte di Barby-Mühlingen     |  |  |       |  |  |                                        |  |  |                                       |  |
|                                                   |                                         | Agnese di Barby-Mühlingen                  | Agnese di Mansfeld                       |  |  |       |  |  |                                        |  |  |                                       |  |
| Federico, principe di Anhalt-Harzgerode           |                                         | Agnese di Barby-Mühlingen                  |                                          |  |  |       |  |  |                                        |  |  |                                       |  |
|                                                   |                                         | Arnoldo III, conte di Bentheim-Tecklenburg | Eberwin III, conte di Bentheim-Steinfurt |  |  |       |  |  |                                        |  |  |                                       |  |
|                                                   |                                         | Arnoldo III, conte di Bentheim-Tecklenburg | Eberwin III, conte di Bentheim-Steinfurt |  |  |       |  |  |                                        |  |  |                                       |  |
|                                                   |                                         | Arnoldo III, conte di Bentheim-Tecklenburg | Anna di Tecklenburg-Schwerin             |  |  |       |  |  |                                        |  |  |                                       |  |
| Anna di Bentheim-Tecklenburg                      |                                         | Arnoldo III, conte di Bentheim-Tecklenburg |                                          |  |  |       |  |  |                                        |  |  |                                       |  |
|                                                   |                                         | Maddalena di Neuenahr-Alpen                | Gumperto II, conte di Neuenahr-Alpen     |  |  |       |  |  |                                        |  |  |                                       |  |
|                                                   |                                         | Maddalena di Neuenahr-Alpen                | Gumperto II, conte di Neuenahr-Alpen     |  |  |       |  |  |                                        |  |  |                                       |  |
|                                                   |                                         | Maddalena di Neuenahr-Alpen                | Amona di Daun-Falkenstein                |  |  |       |  |  |                                        |  |  |                                       |  |
| Guglielmo Ludovico, principe di Anhalt-Harzgerode |                                         | Maddalena di Neuenahr-Alpen                |                                          |  |  |       |  |  |                                        |  |  |                                       |  |
|                                                   | Giovanni VI, conte di Nassau-Dillenburg | Guglielmo I, conte di Nassau-Dillenburg    |                                          |  |  |       |  |  |                                        |  |  |                                       |  |
|                                                   | Giovanni VI, conte di Nassau-Dillenburg | Guglielmo I, conte di Nassau-Dillenburg    |                                          |  |  |       |  |  |                                        |  |  |                                       |  |
|                                                   | Giovanni VI, conte di Nassau-Dillenburg | Giuliana di Stolberg-Wernigerode           |                                          |  |  |       |  |  |                                        |  |  |                                       |  |
| Giovanni Ludovico, principe di Nassau-Hadamar     | Giovanni VI, conte di Nassau-Dillenburg |                                            |                                          |  |  |       |  |  |                                        |  |  |                                       |  |
|                                                   |                                         | Giovannetta di Sayn-Wittgenstein           | Ludovico I, conte di Sayn-Wittgenstein   |  |  |       |  |  |                                        |  |  |                                       |  |
|                                                   |                                         | Giovannetta di Sayn-Wittgenstein           | Ludovico I, conte di Sayn-Wittgenstein   |  |  |       |  |  |                                        |  |  |                                       |  |
|                                                   |                                         | Giovannetta di Sayn-Wittgenstein           | Anna di Solms-Braunfels                  |  |  |       |  |  |                                        |  |  |                                       |  |
| Giovanna Elisabetta di Nassau-Hadamar             |                                         | Giovannetta di Sayn-Wittgenstein           |                                          |  |  |       |  |  |                                        |  |  |                                       |  |
|                                                   |                                         | Simone VI, conte di Lippe                  | Bernardo VIII, conte di Lippe            |  |  |       |  |  |                                        |  |  |                                       |  |
|                                                   |                                         | Simone VI, conte di Lippe                  | Bernardo VIII, conte di Lippe            |  |  |       |  |  |                                        |  |  |                                       |  |
|                                                   |                                         | Simone VI, conte di Lippe                  | Caterina di Waldeck-Eisenberg            |  |  |       |  |  |                                        |  |  |                                       |  |
| Ursula di Lippe                                   |                                         | Simone VI, conte di Lippe                  |                                          |  |  |       |  |  |                                        |  |  |                                       |  |
|                                                   |                                         | Elisabetta di Holstein-Schaumburg          | Otto IV, conte di Holstein-Schaumburg    |  |  |       |  |  |                                        |  |  |                                       |  |
|                                                   |                                         | Elisabetta di Holstein-Schaumburg          | Otto IV, conte di Holstein-Schaumburg    |  |  |       |  |  |                                        |  |  |                                       |  |
|                                                   |                                         | Elisabetta di Holstein-Schaumburg          | Elisabetta Ursula di Brunswick-Lüneburg  |  |  |       |  |  |                                        |  |  |                                       |  |
|                                                   |                                         | Elisabetta di Holstein-Schaumburg          |                                          |  |  |       |  |  |                                        |  |  |                                       |  |